# Modèle déposé
Pour l’article homonyme, voir Modèle déposé (pièce de théâtre).
Un modèle déposé est un dessin ou un modèle pour lequel a été obtenu un monopole d'exploitation sur un territoire donné et pour une durée déterminée.